# Сиверс, Эммануил Карлович
Граф Эммануи́л Ка́рлович Си́верс (27 апреля [9 мая] 1817, Слободско-Украинская губерния — 12 [25] мая 1909, Венден, Лифляндская губерния) — русский государственный деятель, неприсутствующий сенатор; обер-гофмейстер Высочайшего двора и действительный тайный советник.

## Биография
Происходил из дворян Лифляндской губернии; родился 27 апреля (9 мая) 1817 года в семье Карла Карловича Сиверса, в имении Водолага Валковского уезда Слободско-Украинской губернии.
Окончил кандидатом юридический факультет юридический факультет Императорского Санкт-Петербургского университета в 1836 году. В службе состоял с 2 сентября 1835 года. В 1841 году получил звание камер-юнкера, в 1848 году — камергера.
Действительный статский советник с 8 апреля 1851 года. С 1856 года по 1877 год был директором Главного управления духовных дел иностранных исповеданий Министерства внутренних дел. С 30 августа 1860 года — тайный советник; с 1864 — гофмейстер. В 1867 году его заслуги отмечены орденом Белого орла; в 1873 году назначен сенатором.
В 1877 году стал обер-гофмейстером Высочайшего двора и, с 17 апреля — действительным тайным советником. В 1891 году награждён орденом Св. Александра Невского.
В находившемся в Вендене родовом замке обогатил библиотеку и увеличил картинную галерею усадьбы. В 1878 году основал здесь пивоваренный завод.
В своём имении и скончался 12 (25) мая 1909 года.

## Награды
- орден Св. Станислава 1-й ст. (1855)
- орден Св. Анны 1-й ст. (1856)
- орден Св. Владимира 2-й ст. (1858)
- орден Белого орла (1867)
- орден Св. Александра Невского (1891; бриллиантовые знаки — 1897)

иностранные:
- орден Белого сокола 1-й ст. (1868)
- орден Красного орла 1-й ст. (1873)
- орден Железной короны 1-й ст. (1875)

## Семья
С 1 мая 1847 года был женат на Елизавете Иосифовне фон Коскуль (1822—1901). У них родились: Эммануил (1848—1918), Елизавета (1850—?), Александр (1851—1935).